# アブハジア紛争
アブハジア紛争（アブハジアふんそう）は、アブハジアがグルジア（ジョージア）から独立を求めた武力闘争。紛争勃発時の民族構成はグルジア人45％、アブハジア人17％、ロシア人15％、アルメニア人15％、ギリシア人3％である。

## 経過
1989年、独立グルジアへのアブハジアの統合が、グルジアの民族主義者たちによって声高に主張されていた。多くのアブハズ人たちは、新たな「グルジア化」につながるとの考えからこれに反対し、その代わりに、独立の共和国としてのアブハジアの建設を考え始めた。7月16日、大学の学生の受け入れをめぐって、スフミで暴動が起こった。このとき、16人が死亡し、137人が負傷したと言われている。暴動は数日間続いた後、ソビエト連邦軍によって鎮圧された。
1991年4月9日、グルジアが独立を宣言。1992年2月21日、グルジアの軍事評議会は、ソビエト連邦期の憲法を廃止し、1921年に制定されたグルジア民主共和国の憲法を復活させることを宣言。これを、アブハズ人たちは、自治権の廃止ととらえた。
1992年7月23日、アブハジア自治政府が独立を宣言したが、国際的な承認は得られなかった。グルジア政府は3000人の部隊をアブハジアに送り、スフミにおいて、アブハジアの分離主義武装グループとのあいだで激しい戦闘が起こった。1週間の戦闘で双方に多くの犠牲者が出て、グルジア政府はアブハジア自治政府を廃した。アブハジア側の敗北の後、北コーカサスの諸共和国からの義勇軍がアブハジアの分離主義グループに合流し、再びグルジア政府軍との交戦が始まった。
1992年8月14日、アブハジア戦争とも呼称される大規模な衝突が開始される。
1992年9月、反乱軍の攻勢によって、グルジア軍は劣勢に立った。シェワルナゼ政権は、アブハジアの分離主義者に対して密かに軍事的な支援を行っているとしてロシアを非難した。1992年末、反乱軍がスフミ以西のアブハジアの大部分を掌握した。「民族浄化」（ethnic cleansing）が双方に起こり、この段階で約3000人が殺されたとされる。
1993年7月、アブハジア軍は、スフミを管理していたグルジア軍に対する攻撃に出た。町は包囲され、シェワルナゼも町中に幽閉される事態となった。9月27日、スフミはアブハジア軍の手に落ちた。新たに大統領に指名されて間もないシェワルナゼはこのとき、何事が起ころうともスフミに留まると宣言していたが、滞在していたホテルが狙撃手によって攻撃され、ロシア海軍に助けられてスフミから脱出した。
1993年10月、国連安保理はアブハジアの軍事行動、民族浄化を非難。
1994年5月15日、停戦合意が成立し、国際連合の平和維持軍が停戦の監視に当たっている。以後、戦闘は起こっていないが、その代わり、繰り返し行われている交渉による事態の大きな進展もない。グルジアの難民問題は深刻である。
1994年11月4日、アブハジア政府は新しい憲法を採択し、主権を宣言した。1996年11月23日、選挙が行われたが、グルジア政府や国際社会からは承認されていない。
2004年10月、再び大統領選挙が行われた。